# Solenoid

Podélný průřez solenoidem.

Solenoid je podlouhlá cívka se stejně hustými závity stejného kruhového tvaru po celé délce. Délka takové cívky obvykle převyšuje její průměr, magnetické pole uvnitř cívky se tak obvykle považuje za rovnoměrné (konstantní).